# Порнайнен
Порнайнен (фин. Pornainen, швед. Borgnäs) — община на юге Финляндии, в провинции Уусимаа. Площадь — 150,09 км², из них 3,59 км². Плотность населения — 34,81 чел/км². Официальный язык — финский.

## Населённые пункты
Деревни общины включают: Халкиа, Метсякюля, Хевонселькя, Кирвескоски, Купсенкюля, Лаха и Лауккоски

## Демография
На 31 января 2011 года в общине Порнайнен проживало 5099 человек: 2571 мужчина и 2528 женщин.
Финский язык является родным для 96,5 % жителей, шведский — для 2,27 %. Прочие языки являются родными для 1,23 % жителей общины.
Возрастной состав населения:
- до 14 лет — 26,04 %
- от 15 до 64 лет — 63,48 %
- от 65 лет — 10,63 %

Изменение численности населения по годам:
| Год  | Численность |
| ---- | ----------- |
| 1990 | 3237        |
| 1995 | 3714        |
| 2000 | 4131        |
| 2005 | 4760        |
| 2010 | 5107        |
| 2015 | 5125        |
| 2020 | 5070        |